# Frida Hoeck Rusti
Frida Hoeck Rusti, född 1861 i Karlsruhe, död 1963, var en tysk-norsk målare, gift med målaren Olav Rusti.
Hon var bosatt i Norge från 1893; i Leikanger till 1895 och därefter i Bergen, bortsett från 1947–1955, då hon bodde i Strandebarm. Hon var konstutbildad i Karlsruhe, Berlin och Paris. Liksom sin man, som hon träffade i Tyskland 1886, målade hon särskilt porträtt- och genremålningar.